# Чатем (острів)
Ча́тем (або Рекоху) (англ. Chatham, маор. Rekohu) — найбільший острів групи островів однойменного архіпелагу, на південному заході Тихого океану біля східного узбережжя Південного острова Нової Зеландії.

## Історія
Європейцями острів був відкритий у 1791 році, хоча корінне населення (моріорі) жило на острові з 1000 року нашої ери.
Острів був названий на честь дослідного корабля HMS «Chatham», який був першим європейським кораблем, який відкрив його в 1791 році. Але на мові моріорі острів називається Рекоґу («туманне небо»), а на мові маорі Варекаурі.
З 1832 року острів Чатем і архіпелаг в цілому оголошено територією Нової Зеландії.

## Географія
Площа острова — близько 920 км². Розміри острова приблизно 58х50 км. Найвища точка, безіменний пагорб висотою 299 м, друга за висотою вершина Маунгатер — 294 м. Обидві вершини розташовані в південній частині острова. Велику частину поверхні острова займає лагуна Те Ванга (160 км²). На острові введено особливий часовий пояс, що відрізняється на 45 хвилин від часу в Новій Зеландії (UTC+12:45 — зимовий та UTC+13:45 — літній).
Острів Чатем лежить на 650 км на південний схід від мису Турнаген, найближчої до острова точки материкової частини Нової Зеландії.
На острові гніздяться єдині відомі популяції ендемічного новозеландського тайфунника (Pterodroma magentae), який знаходиться під загрозою зникнення.

### Вершини острова
| Найвищі вершини острова | Найвищі вершини острова | Найвищі вершини острова | Найвищі вершини острова | Найвищі вершини острова                                               |
| № за/п                  | Назва                   |                         | Висота, м               | Координати                                                            |
| ----------------------- | ----------------------- | ----------------------- | ----------------------- | --------------------------------------------------------------------- |
| 1                       | Б/н                     | unnamed hill            | 299                     | 44°07′12″ пд. ш. 176°34′38″ зх. д. / 44.1201° пд. ш. 176.5773° зх. д. |
| 2                       | Маунґатер               | Maungatere Hill         | 294                     | 44°03′09″ пд. ш. 176°32′47″ зх. д. / 44.0525° пд. ш. 176.5465° зх. д. |
| 3                       | Оропук                  | Oropuke                 | 287                     | 44°04′46″ пд. ш. 176°30′36″ зх. д. / 44.0794° пд. ш. 176.5099° зх. д. |
| 4                       | Кароре                  | Karore                  | 282                     | 44°06′47″ пд. ш. 176°33′08″ зх. д. / 44.1130° пд. ш. 176.5523° зх. д. |
| 5                       | Ранґайка                | Rangaika                | 264                     | 44°03′45″ пд. ш. 176°27′23″ зх. д. / 44.0624° пд. ш. 176.4563° зх. д. |
| 6                       | Вакамаріно              | Whakamarino             | 237                     | 44°01′24″ пд. ш. 176°36′54″ зх. д. / 44.0232° пд. ш. 176.6150° зх. д. |
| 7                       | Рангітан                | Rangitane               | 225                     | 44°02′36″ пд. ш. 176°27′21″ зх. д. / 44.0434° пд. ш. 176.4559° зх. д. |
| 8                       | Огау                    | Oehau                   | 205                     | 44°02′01″ пд. ш. 176°38′07″ зх. д. / 44.0336° пд. ш. 176.6353° зх. д. |
| 9                       | Чадлі                   | Chudleigh, Mount        | 188                     | 43°43′26″ пд. ш. 176°34′12″ зх. д. / 43.7239° пд. ш. 176.5699° зх. д. |
| 10                      | Корако                  | Korako                  | 178                     | 43°46′19″ пд. ш. 176°34′50″ зх. д. / 43.7720° пд. ш. 176.5806° зх. д. |
| 11                      | Маунґануї               | Maunganui               | 178                     | 43°46′01″ пд. ш. 176°46′26″ зх. д. / 43.7669° пд. ш. 176.7740° зх. д. |
| 12                      | Матакітакі              | Matakitaki              | 155                     | 43°48′37″ пд. ш. 176°50′00″ зх. д. / 43.8104° пд. ш. 176.8334° зх. д. |
| 13                      | Гокопой                 | Hokopoi                 | 151                     | 43°46′38″ пд. ш. 176°39′33″ зх. д. / 43.7772° пд. ш. 176.6591° зх. д. |

## Населення
На острові проживає близько 600 чоловік (2013).

## В культурі
Острів Чатем (або «Острів») фігурує в першій і останній главах «Хмарного атласу», роману Девіда Мітчелла 2004 року. Роман був екранізований.